# Matt Nickerson
Matt Nickerson (* 11. Januar 1985 in Old Lyme, Connecticut) ist ein ehemaliger US-amerikanischer Eishockeyspieler, der im Verlauf seiner aktiven Karriere zwischen 2001 und 2019 unter anderem 140 Spiele für Porin Ässät und Tampereen Ilves in der finnischen SM-liiga auf der Position des Verteidigers bestritten hat. Darüber hinaus absolvierte Nickerson annähernd 220 weitere Partien in der britischen Elite Ice Hockey League (EIHL).

## Karriere
Matt Nickerson begann seine Karriere als Eishockeyspieler bei den Texas Tornado, für die er von 2001 bis 2003 in der Juniorenliga North American Hockey League (NAHL) aktiv war. Anschließend spielte der Verteidiger, der zuvor im NHL Entry Draft 2003 in der dritten Runde an 99. Stelle von den Dallas Stars aus der National Hockey League (NHL) ausgewählt worden war, je eine Spielzeit lang für die Mannschaft der Clarkson University in der National Collegiate Athletic Association (NCAA) sowie die Tigres de Victoriaville in der kanadischen Juniorenliga Ligue de hockey junior majeur du Québec (LHJMQ). 
In der Saison 2005/06 gab Nickerson sein Debüt im professionellen Eishockey, als er ausgestattet mit einem Vertrag bei den Dallas Stars auf Leihbasis in insgesamt 50 Spielen für Porin Ässät in der finnischen SM-liiga auflief. Zur Vizemeisterschaft seiner Mannschaft trug er sechs Tore und acht Vorlagen bei. Anschließend kehrte er nach Nordamerika zurück, wo er in der folgenden Spielzeit für Dallas’ Farmteams, die Iowa Stars in der American Hockey League (AHL) und die Idaho Steelheads in der ECHL, auf dem Eis stand. Von 2007 bis 2009 stand Nickerson in Nordeuropa bei seinem finnischen Ex-Klub Porin Ässät sowie dessen Ligarivalen Tampereen Ilves und den Malmö Redhawks aus der HockeyAllsvenskan, der zweiten schwedischen Spielklasse, unter Vertrag. Zur Saison 2009/10 unterschrieb er bei der Organisation der Edmonton Oilers aus der National Hockey League (NHL), kam jedoch nur auf 19 Einsätze für deren Kooperationspartner Springfield Falcons aus der AHL.
Anschließend pausierte Nickerson zwei Jahre lang mit dem Eishockeysport und kehrte er zur Saison 2012/13 in den Spielbetrieb zurück, als er einen Vertrag bei KooKoo aus der zweithöchsten finnischen Spielklasse Mestis unterzeichnete. Seine Leistungen im Saisonverlauf bescherten ihm die Wahl ins Second All-Star Team der Liga. Er wechselte daraufhin in die britische Elite Ice Hockey League (EIHL). Dort war er zunächst zwei Jahre für die Fife Flyers aktiv, ehe er sich – ebenfalls für zwei Spielzeiten – dem nordirischen Teilnehmer Belfast Giants anschloss. Seine fünfte und letzte Saison in der EIHL absolvierte der Defensivspieler für die Milton Keynes Lightning, ehe er abermals in die finnische Mestis wechselte. Nachdem er das Spieljahr 2018/19 bei TuTo Hockey verbracht hatte, beendete der 34-Jährige seine aktive Karriere.

## Erfolge und Auszeichnungen
- 2006 Finnischer Vizemeister mit Porin Ässät
- 2013 Mestis Second All-Star Team

## Karrierestatistik
(Legende zur Spielerstatistik: Sp oder GP = absolvierte Spiele; T oder G = erzielte Tore; V oder A = erzielte Assists; Pkt oder Pts = erzielte Scorerpunkte; SM oder PIM = erhaltene Strafminuten; +/− = Plus/Minus-Bilanz; PP = erzielte Überzahltore; SH = erzielte Unterzahltore; GW = erzielte Siegtore; 1 Play-downs/Relegation; Kursiv: Statistik nicht vollständig)